# Домброва (гміна Криниця)
Демброва (пол. Dąbrowa; укр. Дубрава) — село в Польщі, у гміні Криниці Томашівського повіту Люблінського воєводства.
Населення — 227 осіб (2011).
Розташоване на Закерзонні (в історичному Надсянні).
У 1975-1998 роках село належало до Замойського воєводства.

## Демографія
Демографічна структура станом на 31 березня 2011 року:
|          | Загалом | Допрацездатний вік | Працездатний вік | Постпрацездатний вік |
| -------- | ------- | ------------------ | ---------------- | -------------------- |
| Чоловіки | 114     | 20                 | 81               | 13                   |
| Жінки    | 113     | 18                 | 62               | 33                   |
| Разом    | 227     | 38                 | 143              | 46                   |